# Ткаченко Юрій Іванович
Юрій Іванович Ткаченко — український тренер з боксу, Заслужений тренер України, Заслужений працівник фізичної культури і спорту України, магістр з фізичного виховання. Головний тренер клубу «Динамо-БОКС» та особистий наставник Олександра Усика. Має багаторічний досвід роботи зі збірними командами України, виховав чемпіонів та призерів європейських і світових змагань, серед яких — Денис Берінчик, Євген Барабанов та Єгор Голуб.

## Біографія
Юрій Іванович Ткаченко закінчив Національний університет фізичного виховання і спорту України. З 1994 року працює боксерським тренером. З 2008 року входив до складу тренерської команди студентської збірної України, яка здобула Кубок України в командному заліку і вивела збірну до призового місця на чемпіонаті Європи серед студентів. З 2010 року став тренером чоловічої збірної України з боксу.

## Спортивна кар'єра
Юрій Ткаченко відомий вимогливістю, глибокими знаннями техніки та індивідуальним підходом до спортсменів. Серед його вихованців — чемпіони світу та Європи, зокрема Денис Берінчик, Євген Барабанов та Єгор Голуб.
У листопаді 2018 року розпочав співпрацю з Олександром Усиком як особистий тренер. Під його керівництвом Усик здобув абсолютний чемпіонський титул у важкій вазі та переміг Тайсона Ф'юрі.

## Досягнення та нагороди
- Заслужений тренер України[1]
- Заслужений працівник фізичної культури і спорту України[1]
- Магістр з фізичного виховання, випускник НУФВСУ[1]
- Найкращий тренер року за версією WBC (2024)[3]
- Виховав чемпіонів світу та Європи, зокрема Денис Берінчик, Євген Барабанов та Єгор Голуб[1]